# Annette Hadding
Annette Hadding (Maguncia, Alemania, 3 de diciembre de 1975) es una nadadora alemana retirada especialista en estilo libre. Fue olímpica en los Juegos Olímpicos de Barcelona 1992 donde consiguió una medalla de bronce en la prueba de 4x100 metros libres tras nadar las series eliminatorias.

## Palmarés internacional
| Juegos Olímpicos | Juegos Olímpicos    | Juegos Olímpicos  | Juegos Olímpicos |
| Año              | Lugar               | Medalla           | Prueba           |
| ---------------- | ------------------- | ----------------- | ---------------- |
| 1992             | Barcelona ( España) | Medalla de bronce | 4x100 m libres   |